# Biergarten (Werefkin)
Biergarten ist der Titel eines Gemäldes, das die russische Künstlerin Marianne von Werefkin 1907 in München malte. Das Werk gehört zum Bestand der Fondazione Marianne Werefkin (FMW) in Ascona. Es trägt die Inventar-Nummer FMW-0-0-2. Wassily Kandinsky nannte das Gemälde eines der modernsten Bilder, das 1907 in München gemalt wurde.

## Technik, Maße, Beschriftung
Es handelt sich um eine Temperamalerei auf Karton im Breitformat 55 × 73 cm. Auf der Rückseite befindet sich ein Schild mit der Aufschrift: „Moderne Galerie Thannhauser, München, Theatinerstr. 7“.

## Ikonographie

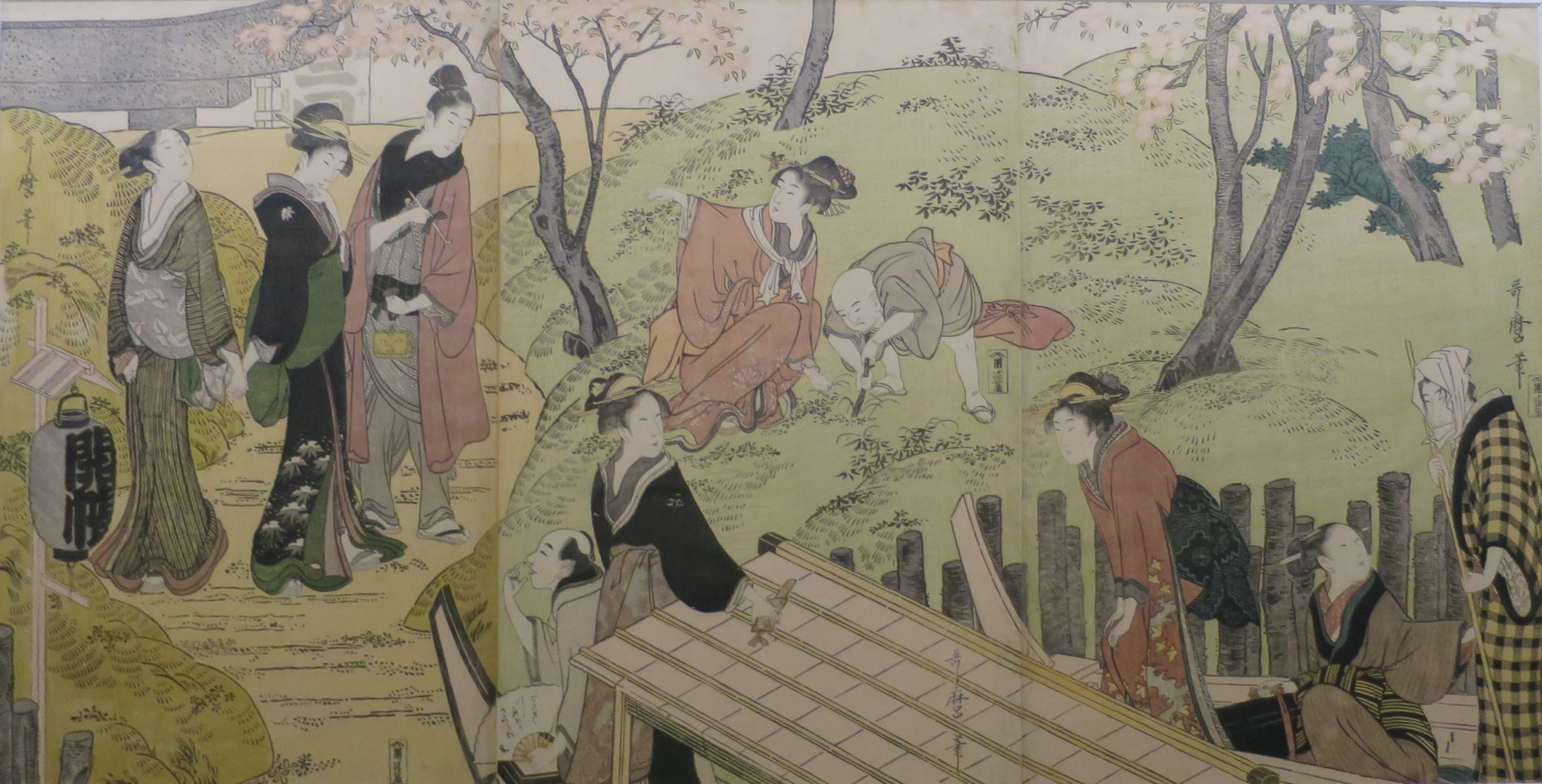
Kitagawa Utamaro (1753–1806): Kirschblüten betrachten

Das Gemälde „Biergarten“ belegt zum einen Werefkins ausgeprägtes Interesse an der bayerischen Volkskunst, darüber hinaus hat sie mit diesem Bild dem bayerischen Nationalgetränk, dem Bier, ein Denkmal gesetzt. Dargestellt sind spärlich gedeckte Tische, an denen Männer, Frauen und Kinder sitzen. Ihre Gesichtslosigkeit verrät, dass der Werefkin bereits die Kunst von Vincent van Gogh und Edvard Munch bestens bekannt war.
Auch die japanische Holzschnittkunst war ihr geläufig. Das ist daran abzulesen, dass alle Objekte an den Bildrändern ob Haus, Tisch, Stuhl und sogar der Mensch von diesen angeschnitten werden. Ganz nach japanischer Art sind auch die Kronen der Bäume gekappt, wodurch die Vertikalen der Stämme den zweidimensionalen Charakter des Bildes intensivieren.

## Dissonante Malerei
Farblich gestaltete Werefkin den „Biergarten“ in dissonanten Tönen, nämlich der Konfrontation von Rot und Blau. Das war 1907 absolut revolutionär. Anfang 1911 wusste noch nicht einmal Kandinsky mit Dissonanzen etwas anzufangen. Das geht aus einem Brief hervor, den er am 18. Januar 1911 an den Musiker Arnold Schönberg schrieb. Er meinte, die Musik sei, was Dissonanzen anbetrifft, der Malerei voraus. Und Franz Marc gegenüber äußerte er: „Ich male noch gegen meinen Willen in alten Farbharmonien. […] Schönberg hat diesen großen Schritt über mich hinausgemacht.“ Faktum ist jedoch, es war eine Frau – Werefkin – die diesen Schritt bereits vier Jahre zuvor vollzogen hatte.
In seinem Buch „Das Geistige in der Kunst“ hat Kandinsky der Konstellation von Rot und Blau eine ganz besondere Bedeutung zugemessen. Das Rot charakterisierte er als eine „glühende Leidenschaft, eine in sich sichere Kraft […] die sich aber durch Blau löschen läßt, wie glühendes Eisen durch Wasser.“ […] In diesem Kontext betonte er, „alle Mittel sind rein, die aus innerer Notwendigkeit entspringen.“